# Naas
Naas (forma anglicizzata, AFI: [neɪs]) o An Nás (in irlandese, [ən nɑːs]; anche Nás na Riogh) è il capoluogo della contea di Kildare, nella Repubblica d'Irlanda. È una delle principali città dormitorio, popolata da tanti pendolari che durante il giorno lavorano a Dublino. È gemellata con il comune di Casalattico.